# Mordellistena rufilabris
Mordellistena rufilabris är en skalbaggsart som beskrevs av Helmuth 1864. Mordellistena rufilabris ingår i släktet Mordellistena och familjen tornbaggar. Inga underarter finns listade i Catalogue of Life.